# Bad Abbach
Bad Abbach je obec v německé spolkové zemi Bavorsko, v Dolních Bavorech v okrese Kelheim. Leží na Dunaji, asi 9 km jižně od Řezna.

## Dělení
- Bad Abbach
- Dünzling
- Poikam
- Peising
- Oberndorf
- Lengfeld
- Saalhaupt

## Dějiny
Podle Aventina se zde 6. května 973 narodil císař Jindřich II. Tato zpráva je zároveň první zmínkou o obci. V roce 1210 udělil vévoda Ludvík I. Bavorský obci právo pořádat trhy.
Zdejší sirné prameny byly známy nejpozději od roku 1262, kdy je poprvé zmiňují prameny. V roce 1532 se zde léčil císař Karel V.

## Infrastruktura
Město má zastávku na Dunajské železnici z Řezna do Ulmu, ta ovšem leží několik kilometrů od centra obce, v části obce Lengfeld.
Městem prochází Dunajská cyklostezka.

## Slavní rodáci
- Jindřich II., císař Svaté říše římské
- Gisela Bavorská, jeho sestra, později královna uherská